# Solanum scuticum
Solanum scuticum là loài thực vật có hoa trong họ Cà. Loài này được M. Nee mô tả khoa học đầu tiên năm 2006.